# Balduin III. (Hennegau)
Balduin III. (* 1088; † 1120) aus dem Haus Flandern war ab 1098 Graf von Hennegau. Er war der Sohn von Graf Balduin II. und Ida von Löwen.
Balduin III. schloss sich in seinem Kampf um die Grafschaft Flandern, die seinem Vater von dessen Onkel Robert I. vorenthalten worden war, einer Koalition um Kaiser Heinrich V. an, die sich gegen Graf Robert II. von Flandern richtete. Sie griffen 1105 an, unterlagen jedoch, woraufhin Balduin 1110 Cambrai abtreten musste. Nach dem Tod des Grafen Balduin VII. von Flandern 1119 versuchte er gegen dessen Nachfolger Karl von Dänemark erneut, das Land zu erobern, allerdings ebenso erfolglos.

## Nachkommen
Balduin III. heiratete Jolante von Geldern, Tochter von Gerhard III. von Wassenberg, Graf von Geldern; ihre Kinder waren:
- Balduin IV., * wohl 1110, † 6. Oktober oder 8. November 1171, 1120 Graf von Hennegau; ⚭ um 1130 Alice von Namur, † Ende Juli 1169, Tochter von Graf Gottfried
- Gerhard, † 1166; ⚭ Hedwig von Dale, Erbin von Dale, Tochter von Hermann II. Graf von Calvelage
- Gertrud; ⚭ vor 9. August 1138 Roger III. de Tosny, † 1162 (Haus Tosny)
- Richildis; ⚭ I Thierry d‘Avesnes; ⚭ II Everard II. Radulf Burggraf von Tournai, 1135/59 bezeugt